# Esclerosis lateral amiotrófica
La esclerosis lateral amiotrófica (ELA) es una enfermedad degenerativa de tipo neuromuscular. Se origina cuando las células del sistema nervioso llamadas motoneuronas disminuyen gradualmente su funcionamiento y mueren, con lo que se provoca una parálisis muscular progresiva de pronóstico mortal: en sus etapas avanzadas, los pacientes sufren una parálisis total que se acompaña de una exaltación de los reflejos tendinosos (resultado de la pérdida de los controles musculares inhibitorios).
En los Estados Unidos se conoce también como enfermedad de Lou Gehrig, por un famoso jugador de béisbol (1903-1941), retirado por esta enfermedad en 1939.
En Francia se conoce como enfermedad de Charcot, en memoria del médico francés que empezó a utilizar este término por vez primera, en 1874.
A pesar de ser la enfermedad más grave de las motoneuronas, existen una gran variedad de enfermedades en las que se ven afectadas estas células nerviosas. Entre otras, se incluyen en este tipo de enfermedades la atrofia muscular espinal y sus variantes juvenil e infantil, en la que solo se afectan las motoneuronas espinales; la esclerosis lateral primaria, en la que se afectan exclusivamente las motoneuronas centrales (cerebrales), y la enfermedad de Kennedy (atrofia muscular progresiva espinobulbar), un trastorno genético que afecta a varones de mediana edad.[cita requerida]
El nombre de la enfermedad especifica sus características principales:
- «esclerosis lateral» indica la pérdida de fibras nerviosas acompañada de una «esclerosis» (del griego σκλήρωσις [sklérosis], ‘endurecimiento’) o cicatrización glial en la zona lateral de la médula espinal, región ocupada por fibras o axones nerviosos que son responsables últimos del control de los movimientos voluntarios.
- «amiotrófica» (del griego a: negación; mio: ‘músculo’; trófico: ‘nutrición’), por su parte, señala la atrofia muscular que se produce por inactividad muscular crónica, al haber dejado los músculos de recibir señales nerviosas.

En la esclerosis lateral amiotrófica, las funciones cerebrales no relacionadas con la actividad motora, esto es, la sensibilidad y la inteligencia, se mantienen inalteradas. Por otro lado, apenas resultan afectadas las motoneuronas que controlan los músculos extrínsecos del ojo, por lo que los enfermos conservan los movimientos oculares hasta el final. Igualmente, la esclerosis lateral amiotrófica no daña el núcleo de Onuf, por lo que tampoco resultan afectados los músculos de los esfínteres que controlan la micción y defecación.[cita requerida]
La enfermedad afecta, especialmente, a personas de edades comprendidas entre los 40 y 70 años, más frecuentemente en varones y entre los 60 y 69 años. Cada año se producen unos 2 casos cada 100 000 habitantes. Sin que se sepa la causa concreta, la esclerosis lateral amiotrófica ha afectado también, en ocasiones, a grupos de personas: jugadores de fútbol italiano (como los casos emblemáticos de Stefano Borgonovo y Gianluca Signorini), veteranos de la guerra del Golfo y habitantes de la isla de Guam.
No se conoce la cura para la esclerosis lateral amiotrófica, y los tratamientos se basan en el alivio de los síntomas.

## Sinónimos
La esclerosis lateral amiotrófica se conoce también con otros nombres:
- «Enfermedad de Lou Gehrig» (1903-1941; jugador estadounidense de béisbol), en los Estados Unidos.
- «Enfermedad de Charcot», en Francia.
- EMN (enfermedad de las motoneuronas).
- Enfermedad de la neurona motora (popularmente en singular, a pesar de que afecta al medio millón de motoneuronas que conectan el cerebro con los músculos).

## Clasificación
- Esclerosis lateral amiotrófica esporádica: su aparición parece completamente aleatoria. No es posible identificar ningún tipo de factor de riesgo (ni ambiental, ni profesional, ni geográfico, ni alimentario o cultural) que pueda asociarse con ella.
- Esclerosis lateral amiotrófica familiar: se trata de una variante hereditaria con un perfil generalmente autosómico dominante; hay evidencias para un grupo de pacientes que constituyen entre el 5 y el 10 por ciento de los casos.
- Síndrome de Vulpian-Bernhardt: una variante que inicia con una progresiva debilidad en los brazos sin que aparezcan otros síntomas del ELA durante el primer año. Es una variedad rara y atípica que tiene un tiempo de sobrevivencia relativamente largo.[11]

En general, la ELA no se considera una enfermedad hereditaria, pero el tener un familiar con esta condición debe considerarse en una historia clínica.
En cualquier caso, desde hace muchos años se sabe que existe una forma familiar aproximadamente en el 5-10 % de los casos de ELA. Se sabe, no obstante, de la existencia de una enzima genéticamente probada, la SOD-1 (superóxido dismutasa-1), que está involucrada en la aparición de algunos casos de ELA familiar.
En la actualidad, se llega al diagnóstico de ELA familiar cuando otros miembros de la familia padecen la enfermedad. Cuando no existen antecedentes familiares, la aparición de un caso en la familia se entiende como esporádico, y en este sentido, los familiares del paciente no tienen un riesgo mayor que el resto de la población de padecer la enfermedad.

## Epidemiología
La ELA afecta principalmente a adultos entre 40 y 70 años, aunque hay muchos casos descritos en pacientes más jóvenes. La proporción entre hombres y mujeres es aproximadamente 1/3 a favor de los varones. En España, se estima que cada año se diagnostican casi unos 900 casos nuevos de ELA (2 a 3 nuevos casos por día) y que el número total de personas que viven con ELA ronda las 4000, aunque estas cifras pueden variar. La incidencia de esta enfermedad en la población española es de 2/100 000 (cada año hay 2 nuevos casos por cada 100 000 habitantes) y la prevalencia es de 1/10 000 (esto significa que en estos momentos hay unos 4400 españoles con ELA).

## Causas
Entre las hipótesis habituales para explicar el origen de la esclerosis lateral amiotrófica, destacan los agentes infecciosos virales, la disfunción del sistema inmunitario, la herencia genética, la exposición a sustancias tóxicas, los desequilibrios metabólicos y la desnutrición. Varios estudios científicos han encontrado correlaciones estadísticas entre ciertos pesticidas agrícolas y esclerosis lateral amiotrófica (ELA). En abril de 2015, un artículo publicado en el International Journal of Biological Sciences apunta a infecciones fúngicas como la posible causa o factor de riesgo de esta enfermedad. Hay evidencias preliminares de la asociación con la enfermedad celíaca no diagnosticada y la mejoría tras la retirada del gluten de la dieta.
En cuanto a la manera en que se desencadena la esclerosis lateral amiotrófica en la mayoría de los pacientes, el equipo del neurólogo Teepu Siddique publicó en la revista Nature, el 21 de octubre del 2011, un estudio en el que se apunta a la existencia de una causa común subyacente en todas las formas de la enfermedad: un defecto en una proteína llamada ubiquitina 2, encargada de degradar y reciclar otras proteínas.
Se desconoce también por qué el proceso degenerativo se centra de manera específica en las motoneuronas y no en el resto de las neuronas. Al respecto, se ha apuntado a algunas características específicas de aquellas que comportarían unas peculiaridades metabólicas que determinarían su vulnerabilidad al agente o agentes causantes de la enfermedad.[cita requerida]
Como característica histopatológica de la ELA, se encuentra la acumulación anormal de neurofilamentos hiperfosforilados en el soma neuronal y en los axones. Esta acumulación implicaría una desorganización neuronal que interrumpe el transporte axoplásmico y produce daño neuronal.[cita requerida]
Se han señalado distintos procesos como parte del mecanismo patogénico de los daños selectivos que provoca la ELA: el proceso de excitotoxicidad mediada por glutamato, el estrés oxidativo, el daño mitocondrial, las alteraciones en el citoesqueleto y en el transporte axoplasmático, alteración de la glía y un metabolismo anormal del ARN y los fenómenos de neuroinflamación y autoinmunidad.
En cuanto al mecanismo excitotóxico en la ELA, estaría implicado el principal neurotransmisor que usan las neuronas para generar señales excitadoras: el glutamato. Un exceso de concentración de este en el espacio extracelular del cerebro implica efectos letales sobre las neuronas (este fenómeno de la excitotoxicidad aparece también en los casos de infarto cerebral, epilepsia, y, probablemente, en el Alzheimer y en otras enfermedades relacionadas). A estos efectos, uno de los fármacos más empleados en el tratamiento de la ELA, el riluzol, limita la exitotoxicidad mediada por glutamato.
También constituye un elemento principal de la ELA la neuroinflamación (como ocurre en la enfermedad de Parkinson y en la enfermedad de Alzheimer), esto es, la invasión del sistema nervioso de leucocitos circulantes y la activación de la microglía, que provoca una acumulación de células microgliales y astrogliales hipertróficas que conlleva el incremento del daño neuronal.

### Posible infección por hongos
Científicos españoles han descrito la posible etiología de la esclerosis lateral amiotrófica proponiendo que la causa de la enfermedad se debe a la infección con especies de hongos. El mismo equipo ha presentado evidencias que vinculan las infecciones fúngicas con otros trastornos neurodegenerativos.
Los investigadores han encontrado proteínas fúngicas y ADN de varias especies de hongos en el cerebro y el líquido cefalorraquídeo de pacientes que padecieron esclerosis lateral amiotrófica. Entre estas especies destacan Candida albicans, Cryptococcus spp. y Malasezzia spp.
Según los autores, los cortes de tejido de cerebro demuestran la existencia de material fúngico y corpúsculos intracelulares (endomicosomas). Estas estructuras fúngicas pueden detectarse mediante inmunofluorescencia, usando anticuerpos que reaccionan específicamente contra proteínas de hongos.
Los investigadores, que llevan varios años estudiando la posible etiología de estas enfermedades, han publicado distintos trabajos que también vinculan las infecciones fúngicas con la enfermedad de Alzheimer y la esclerosis múltiple. Además, la diversidad en la evolución y gravedad de los síntomas clínicos observados en este tipo de trastornos parece relacionarse con el trasfondo genético de cada persona y el estado de su sistema inmune.

### Hallazgo de 2015 se repite en un nuevo estudio llevado a cabo por biólogos en 2017
Un grupo de biólogos moleculares de la Universidad Autónoma de Madrid han relacionado la esclerosis lateral amiotrófica (ELA) con infecciones fúngicas en el cerebro de estos pacientes.
La investigación llevada a cabo en diferentes partes del cerebro de 11 personas fallecidas diagnosticadas con ELA amplía un estudio publicado en el año 2015.
“Utilizando anticuerpos específicos en cortes de cerebro de personas fallecidas hemos confirmado la existencia de hongos en todos los pacientes y eso a mí me parece espectacular”, explica a GM Luis Carrasco, catedrático de microbiología y autor principal del estudio.
La investigación detalla que el análisis inmunohistoquímico reveló estructuras fúngicas tales como levaduras e hifas en la corteza motora, la médula y la médula espinal en once pacientes con ELA. Algunas estructuras fúngicas se localizaron intracelularmente e incluso intranuclearmente, lo que indica que esta infección no es el resultado de la colonización post mortem.
“Mis conclusiones son que en el cerebro de personas con ELA hay hongos, cosa que ya dije en 2015. Y esta vez los hongos se han caracterizado con la última técnica más avanzada que hay que es la next generation sequence”, defiende el microbiólogo.
Los investigadores identificaron una variedad de géneros fúngicos que incluían Candida, Malassezia, Fusarium, Botrytis, Trichoderma y Cryptococcus. En general, una fuerte evidencia de infecciones micóticas mixtas en pacientes con ELA.
Por su parte, los neurólogos se han mostrado cautos ante la posibilidad de que las infecciones fúngicas sean la causa de esta patología.
El neurólogo Jesús Esteban, portavoz del Grupo de Estudio de Enfermedades Neuromusculares de la Sociedad Española de Neurología, aunque considera un estudio “muy interesante” cree que hay varios factores a considerar. “Los pacientes con ELA reciben en los últimos meses muchos tratamientos antibióticos y están ventilados con medidas invasivas con complicaciones infecciosas que les hacen más propensos a tener hongos”, afirma a GM.
Según el especialista, la evidencia debería ser confirmada en estudios más amplios con diferentes laboratorios. “Son datos un poco limitados para establecer tratamientos antifúngicos. Es algo para considerar, pero lo que creo es que se debe ampliar esta evidencia en individuos de reciente diagnóstico. En estos pacientes por el momento no se ha comprobado que padezcan este tipo de infecciones y es, probablemente, donde uno pensaría que este problema debería estar más presente”, resalta Jesús Esteban. Otra tema que veo es que no se ha reproducido en otros laboratorios. Nos gustaría que otros grupos confirmasen esos datos. Porque cuanto más se vea en otros grupos más seguridad hay de que eso es relevante. Hay que vigilar más los controles”, continúa. “El alzhéimer y la ELA son enfermedades en que las se producen depósitos conglomerados de proteínas anormales, a veces ese tipo de depósitos pueden capturar otras proteínas u otros agentes” y eso podría ser otra explicación, concluye el experto.

## Cuadro clínico
Aunque los síntomas iniciales varían de un sujeto a otro, todos los pacientes suelen mostrar los siguientes trastornos: se les caen los objetos, tropiezan, sienten una fatiga inusual en brazos o piernas, muestran dificultad para hablar y sufren calambres musculares y tics nerviosos.

La debilidad muscular implica dificultad a la hora de andar y la dificultad de coordinación en alguna de sus extremidades (las manos, especialmente, en lo que se refiere a inconvenientes a la hora de realizar determinadas actividades cotidianas). La extensión de ese debilitamiento y de la parálisis al tronco termina por provocar problemas para masticar, tragar y respirar, y puede surgir la necesidad, a este último respecto, de recurrir a la ventilación mecánica.
Progresivamente, aparecen movimientos musculares anormales como fasciculaciones, espasmos, sacudidas, calambres o debilidad, o una anormal pérdida de masa muscular o de peso corporal. El avance de la enfermedad suele ser irregular, es decir, asimétrico (la enfermedad progresa de modo diferente en cada parte del cuerpo). A veces, avanza muy lentamente, desarrollándose a lo largo de los años y teniendo períodos de estabilidad con un variable grado de incapacidad.
En ningún momento se afectan las facultades intelectuales, ni los órganos de los sentidos (oído, vista, gusto u olfato) ni hay afectación de los esfínteres ni de la función sexual. La enfermedad cursa sin dolor, aunque la presencia de calambres y la pérdida de la movilidad y función muscular acarrean cierto malestar. En cualquier caso, esta sensación suele desaparecer con la medicación específica y el ejercicio. En algunos casos, aparecen síntomas relacionados con alteraciones de la afectividad (llanto, risas inapropiadas o, en general, respuestas emocionales desproporcionadas como reacción a la afectación física), denominados labilidad emocional, lo que en ningún caso significa que exista un auténtico problema psiquiátrico.[cita requerida]

### Complicaciones
- Neumonía secundaria a eventos aspirativos por disfagia;
- Insuficiencia respiratoria;
- Hipoxia cerebral en relación con la baja aportación de O2, originada por la mala calidad de la dinámica respiratoria.

## Diagnóstico
El diagnóstico es fundamentalmente clínico. Después de que se haya sospechado el diagnóstico de ELA, se pueden practicar diversas pruebas para descartar otras enfermedades que pueden simular la ELA con analíticas sanguíneas o del líquido cefalorraquídeo (punción lumbar) y resonancia magnética cerebral y cervical.
El diagnóstico se realiza a partir de la sintomatología del paciente y con la ayuda de una exploración denominada electromiografía. En muchas ocasiones, el diagnóstico definitivo puede tardar varios meses en producirse, aun después de realizar todas las pruebas pertinentes y observar la evolución de los síntomas.

## Tratamiento
Por ahora, no existe ningún tratamiento probado contra la ELA. Sin embargo, el reciente descubrimiento de determinados factores de crecimiento neuronal y de agentes bloqueantes del glutamato parece prometedor en la interrupción del avance de la enfermedad, aunque no existe aún ningún fármaco que la cure.
Sí existen fármacos para combatir el conjunto de síntomas que acompañan a la enfermedad, como son los calambres, la espasticidad, las alteraciones en el sueño o los problemas de salivación. Existen numerosas estrategias muy eficaces para cuando aparecen las alteraciones respiratorias o cuando surgen problemas relacionados con las secreciones. Los médicos rehabilitadores, fisioterapeutas, licenciados en actividad física, terapeutas ocupacionales y logopedas son los profesionales encargados de asegurar la independencia funcional a través del ejercicio y la utilización de los equipos técnicos oportunos. Sin embargo, en casos con un cuadro más complicado, lo más recomendable es consultar con su médico especialista si se puede realizar una traqueostomía para aliviar la insuficiencia respiratoria o una gastrotomía como un método de apoyo nutricional debido a la disfagia (no se recomienda el uso de sonda nasogástrica en pacientes con ELA, ya que algunos de ellos presentan atrofia muscular progresiva en los músculos que facilitan la deglución).
La gran complejidad del tratamiento multidisciplinar hace necesario el desarrollo de vías clínicas que organicen y homogenicen con sentido la atención a estos pacientes, en pos de mejorar su calidad de vida. En este sentido, en 2006 se desarrolló, en la Comunidad de Madrid (España), una red de atención con una vía clínica para los cuidados de estos pacientes, en un trabajo en equipo coordinado por el doctor Francisco Javier Rodríguez de Rivera.
La FDA (Administración de Alimentos y Medicamentos) de los Estados Unidos aprobó, en 1997, el tratamiento con el uso de riluzol, una molécula que prolonga la vida varios meses porque bloquea la liberación de sustancias nocivas para las neuronas motoras: frena la liberación de glutamato, y disminuye su efecto excitotóxico.
El 5 de mayo de 2017, la FDA aprobó también el uso de Edaravone, que se convirtió en el segundo medicamento autorizado en los Estados Unidos. Este fármaco ha sido desarrollado por Mitsubishi Tanabe Pharma Corporation, y está autorizado en Japón desde 2015. Se trata de un potente antioxidante que protege frente al estrés oxidativo y la apoptosis neural.Sin embargo, las directrices  de la Academia Europea de Neurología señalan que: «Con base en la evidencia disponible, el panel actualmente no recomienda el uso de edaravona intravenosa u oral fuera del contexto de un ensayo clínico.»
Existe también la vía del uso terapéutico de factores neurotróficos, pero esta se encuentra con el problema de que, al tener que actuar sobre las neuronas a través de receptores específicos, precisan ser administrados directamente en el líquido cefalorraquídeo o por vía intratecal.[cita requerida]
Por último, ciertos datos experimentales revelan que las células madre ejercen efectos neuroprotectores sobre las motoneuronas dañadas a través de factores liberados (sin embargo, no está claro aún si las células madre pueden llegar a reemplazar motoneuronas dañadas por la ELA).
Sin embargo, el laboratorio francés AB Science cumplió con éxito los ensayos clínicos con su molécula Masitinib, y pidió la solicitud de su comercialización a la Agencia Europea de Medicamentos en septiembre de 2016. La sentencia se espera para inicios de 2018. Luis Barbeito y Emiliano Trias, del Instituto Pasteur de Montevideo, Uruguay, están muy involucrados en el proyecto. Trabajan con Jesús S. Mora, del Hospital San Rafael, de Madrid. La AEM le había otorgado, en septiembre de 2016, el estatus de medicamento huérfano.

### Riluzol
La administración diaria de 100 mg de riluzol es razonablemente segura y probablemente prolonga la supervivencia media en unos dos o tres meses en pacientes con esclerosis lateral amiotrófica.

### Lunasin
En el Programa de Replicación de Reversiones de ELA de la Clínica de Reversión del ELA de la Universidad de Duke (Carolina del Norte, Estados Unidos), se estudian 23 casos de reversión de los síntomas debido a la ingesta de lunasin. En 2014, el grupo ALSUnstangled, respaldado por la Motor Neurone Disease Association, no encontró evidencias científicas suficientes para recomendar el tratamiento con lunasin.

### Tofersen
En pacientes con ELA progresiva causada por mutaciones patogénicas en la superóxido dismutasa 1 (SOD1), está indicado el tofersen como tratamiento de primera línea.

## Casos notables

### Stephen Hawking

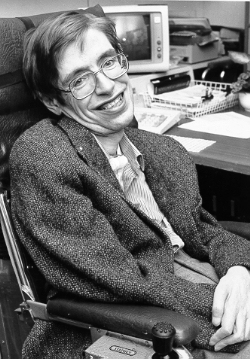
El físico Stephen Hawking, quizá el paciente más famoso de esclerosis lateral amiotrófica, en la NASA, en 1974.

La persona más famosa y más longeva es el físico Stephen Hawking, que sobrevivió 55 años con la esclerosis lateral amiotrófica (ELA). La esperanza media de vida de esta enfermedad a partir del momento del diagnóstico es de aproximadamente 14 meses; en su caso concreto, los médicos le habían pronosticado dos años, cuando le diagnosticaron la ELA en 1963.
Hawking opinaba que la variedad de ELA que padecía había sido causada probablemente por una deficiente absorción de vitaminas. Comenzó una dieta sin gluten, sin lácteos, sin azúcar, sin aceites vegetales y sin alimentos procesados cuando su enfermedad había progresado hasta el punto en el que le impedía tragar y había empezado a ahogarse al comer. Complementaba su alimentación con suplementos diarios de vitaminas y minerales, incluyendo ácido fólico, vitamina B12 y otras vitaminas del grupo B, vitamina C, vitamina E, zinc y cápsulas de aceite de hígado de bacalao. Tras un tiempo de iniciada la dieta, empezó a incluir pequeñas cantidades de productos lácteos.
Hawking fue un caso excepcional, no solo por ser la persona que más años sobrevivió con la ELA, rompiendo todas las estadísticas, sino también porque su enfermedad parecía haberse "quemado" y su progreso frenado, llegando a ser relativamente estable. Por todo ello, se ha convertido en un "caso fascinante" y desconcertante para los neurólogos.

### Jason Becker
Una de las personas más destacadas es el guitarrista y compositor Jason Becker, la primera y única persona en sacar música con la enfermedad, además de ser la persona de mayor edad con la enfermedad viva, después de que falleciera el ya mencionado Stephen Hawking.
En 1996, ya diagnosticado desde 1989, la enfermedad siguió avanzando, no solo quitándole lo que más amaba, y en lo que había dedicado su vida, la guitarra, sino que continuó atrofiando su cuerpo hasta el punto de no poder moverse, y a duras penas poder comunicarse. El virtuoso guitarrista que podía tocar mientras jugaba con un yoyo, solamente podía mover sus ojos y algunos músculos de su rostro. Aun así consigue publicar en 1996 el álbum "Perspective".
Al año siguiente, en 1997, Jason empieza a tener muchas dificultades para poder respirar, teniendo que someterse a una traqueostomía. La intervención le impide articular la más mínima palabra, teniendo que permanecer continuamente conectado a un tanque de oxígeno.
Su padre Gary inventaría un ingenioso método para comunicarse con su hijo consistente en una lámina con unos cuadros y letras, que Jason utiliza moviendo sus ojos para formar palabras, que después su padre Gary interpreta.
Debido a este método inventado por su padre, Jason Becker lograría lo que en su condición parecería imposible: componer música.

### Stephen Hillenburg
En marzo de 2017, el creador de la serie animada Bob Esponja, Stephen Hillenburg, reveló que padecía la enfermedad, pero aun así decidió seguir trabajando en la serie, "lo más que pudiera".
Finalmente, falleció el 26 de noviembre de 2018, a los 57 años de edad, debido a complicaciones derivadas de la enfermedad.

### Carlos Matallanas
El futbolista y periodista español Carlos Matallanas reveló que padecía la enfermedad en el verano de 2013, por lo que tuvo que abandonar el fútbol. Falleció por la enfermedad el 9 de marzo de 2021, a la edad de 39 años.

### Esteban Bullrich
El exministro de educación de la República Argentina y exsenador nacional por la provincia de Buenos Aires Esteban Bullrich, declaró el 28 de abril de 2021 a los medios que fue diagnosticado con ELA. Según el propio Bullrich: "Después de varios meses consultando médicos y haciéndome todos los estudios necesarios, finalmente dimos con un diagnóstico definitivo sobre mi condición. Tengo Esclerosis Lateral Amiotrófica (ELA), una enfermedad que provoca parálisis muscular y que es lo que me afecta el habla". El 9 de diciembre de 2021 Esteban Bullrich decide renunciar a su banca en el senado de la nación Argentina.

### Juan Carlos Unzué
Exfutbolista y exentrenador del F. C. Barcelona, Juan Carlos Unzué anunció en junio de 2020 su retiro como entrenador porque padecía la ELA.

### Peter Rock
El cantante austro-chileno, apodado y conocido en Chile como el faraón del rock. Fue fundador de la Nueva Ola, creó el grupo Los Lyons, participó en el programa televisivo Jappening con ja en 1979, se presentó en el Festival de la Canción de Viña del Mar de 1990. En el 2013 filmó la película Un concierto inolvidable, del director Elías Llanos. En ella compartió pantalla con otros cantantes de la nueva ola, como Cecilia, Danny Chilean, Luis Dimas, Buddy Richard y Luz Eliana.. Si bien aún no se ha estrenado en salas comerciales, tuvo una exhibición en octubre del mismo año en el marco del Festival de Cine de Santiago (SANFIC). Asistió a esta muestra, dejando a la vista su deteriorado estado de salud a causa de una enfermedad que en un principio se creyó era polineuropatía. Más tarde, obtuvo el diagnóstico definitivo de esclerosis lateral amiotrófica (ELA). Falleció el 16 de abril de 2016 en Viña del Mar.

### Hal Finney
El programador y desarrollador estadounidense Hal Finney, conocido por ser uno de los primeros en participar en el desarrollo y mejora del código de Bitcoin, además de recibir la primera transacción del mismo Satoshi Nakamoto —razón por la cual lo vinculan con ser el mismo—, anunció por medio de un ensayo en el blog LessWrong que en agosto de 2009 había sido diagnosticado con ELA. El 28 de agosto de 2014 falleció debido a complicaciones derivadas de la enfermedad.